# Alice Brady
Alice Brady (właśc. Mary Rose Brady; ur. 2 listopada 1892 w Nowym Jorku, zm. 28 października 1939 tamże) – amerykańska aktorka filmowa i teatralna, laureatka Oscara za drugoplanową rolę w dramacie katastroficznym W starym Chicago (1938).
Karierę rozpoczęła w erze kina niemego i z powodzeniem przeszła do filmu dźwiękowego. Do jej najważniejszych produkcji zalicza się: screwball comedy Mój pan mąż (1936), w którym zagrała kapryśną matkę Carole Lombard, oraz dramat katastroficzny W starym Chicago.

## Życiorys
Mary Rose Brady urodziła się w Nowym Jorku. Jej ojciec, William A. Brady, był ważnym producentem teatralnym, a jej matka Rene Marie Rose, zmarła w 1896. Alice Brady po raz pierwszy trafiła na scenę w wieku 14 lat. Ale swoją pierwszą pracę podjęła na Broadwayu w 1911, gdzie w  wieku 8 lat wystąpiła w jednej ze sztuk swojego ojca. Karierę teatralną kontynuowała przez następne 22 lata. W 1931 wystąpiła w premierowej sztuce Żałoba przystoi Elektrze Eugene’a O’Neilla. Jej macochą została gwiazda Broadwayu, aktorka Grace George (1879-1961), z którą ojciec Brady ożenił się, gdy ta była dzieckiem. Aktorka miała przyrodniego brata Williama A. Brady’ego Jr.
Ojciec Brady, w 1913, rozpoczął wraz z World Film Corporation produkowanie filmów, co umożliwiło jej zadebiutowanie na srebrnym ekranie. Nastąpiło to w 1914 i zagrała rolą w obrazie As Ye Sow. W ciągu najbliższych 10 lat wystąpiła w 53 filmach, jednocześnie grając na nowojorskich scenach teatralnych.
Za rolę pani Molly O’Leary w obrazie W starym Chicago (1938), Brady otrzymała Oscara za najlepszą rolę drugoplanową. Była nominowana do tej samej nagrody rok wcześniej, za rolę w filmie Mój pan mąż. Otrzymaną statuetkę skradziono.
Brady była żoną aktora Jamesa Crane’a, z którym się rozwiodła. Mieli jedynego syna Donalda, urodzonego w 1922. Zmarła na raka 28 października 1939, pięć dni przed swoimi 47. urodzinami.

## Filmografia
Filmy fabularne
- 1914: As Ye Sow jako Dora Leland

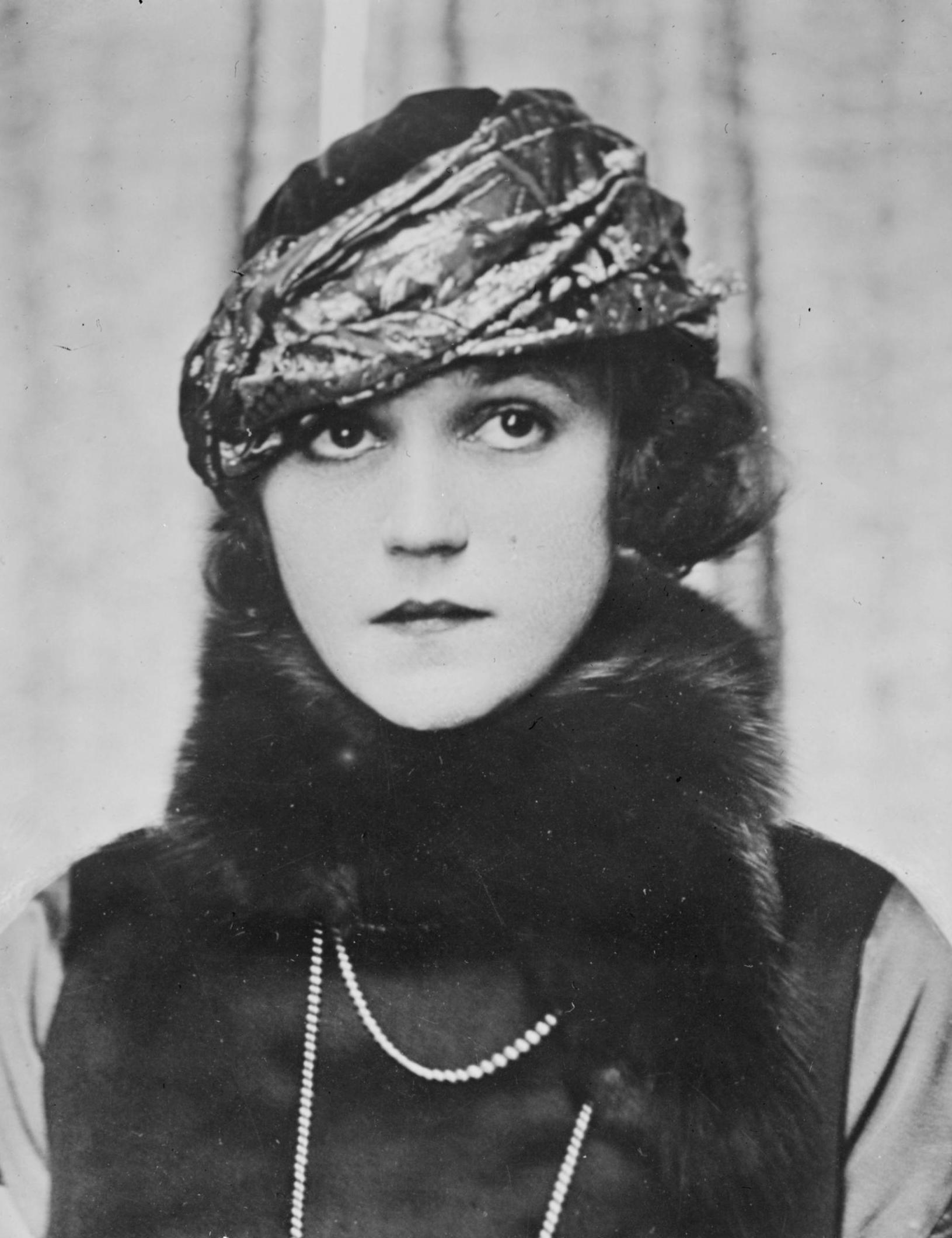
Alice Brady

- 1915: The Boss jako Emily Griswold
- 1915: The Cup of Chance
- 1915: The Lure of Woman jako Katie O'Day
- 1915: The Rack jako Pani Gordon
- 1916: The Ballet Girl jako Jenny Pearl
- 1916: The Woman in 47 jako Viola Donizetti
- 1916: Then I'll Come Back to You jako Barbara Allison
- 1916: Tangled Fates jako Jane Lawson
- 1916: Życie cyganerii (La vie de Bohème) jako Mimi
- 1916: Miss Petticoats jako Panna Petticoats
- 1916: The Gilded Cage jako Księżniczka Honore
- 1916: Bought and Paid For jako Vivian Blaine
- 1917: Kobieta samotna (A Woman Alone) jako Nellie Waldron
- 1917: A Hungry Heart jako Gilberte Brigarde
- 1917: The Dancer's Peril jako Matka / Córka
- 1917: Darkest Russia jako Ilda Barosky
- 1917: Maternity jako Ellen Franklin
- 1917: The Divorce Game jako Florence, Viscountess de Sallure
- 1917: A Self-Made Widow jako Sylvia
- 1917: Betsy Ross jako Betsy Griscom
- 1917: A Maid of Belgium jako Adoree
- 1917: Her Silent Sacrifice jako Arlette
- 1918: Woman and Wife jako Jane Eyre
- 1918: Nóż (The Knife) jako Kate Tarleton
- 1918: The Spurs of Sybil jako Sybil Drew
- 1918: The Trap jako Doris Shaw
- 1918: At the Mercy of Men jako Vera Souroff
- 1918: The Ordeal of Rosetta jako Rosetta / Lola Gelardi (bliźniaczki)
- 1918: The Whirlpool jako Isabele Corbyn / Bella Cavello
- 1918: The Death Dance jako Flora Farnsworth
- 1918: The Better Half jako Louise / Beatrix Thorley (bliźniaczki)
- 1918: Jej wielka szansa (Her Great Chance) jako Lola Gray
- 1918: In the Hollow of Her Hand jako Hetty Castleton
- 1919: The Indestructible Wife jako Charlotte Ordway
- 1919: The End of the Road
- 1919: The World to Live In jako Rita Charles
- 1919: Marie, Ltd. jako Drina Hilliard
- 1919: Rudowłosa (The Redhead) jako Dazil Mellows
- 1919: His Bridal Night jako Vi / Tiny Playfair (bliźniaczki)
- 1920: The Fear Market jako Sylvia Stone
- 1920: Grzesznicy (Sinners) jako Mary Horton
- 1920: A Dark Lantern jako Katherine Dereham
- 1920: The New York Idea jako Cynthia Karslake
- 1921: Out of the Chorus jako Florence Maddis
- 1921: Kraina nadziei (The Land of Hope) jako Marya Nisko
- 1921: Little Italy jako Rosa Mascani
- 1921: Dawn of the East jako Księżna Natalya
- 1921: Hush Money jako Evelyn Murray
- 1922: Missing Millions jako Mary Dawson
- 1922: Anna Ascends jako Anna Ayyob
- 1923: The Leopardess jako Tiare
- 1923: The Snow Bride jako Annette Leroux
- 1933: Kiedy kobiety się spotykają (When Ladies Meet) jako Bridget Drake
- 1933: Broadway to Hollywood jako Lulu Hackett
- 1933: Piękność na sprzedaż (Beauty for Sale) jako Pani Henrietta Sherwood
- 1933: Stage Mother jako Katherine 'Kitty' Lorraine
- 1933: Should Ladies Behave jako Laura Merrick
- 1934: Miss Fane's Baby Is Stolen jako Molly Prentiss
- 1934: Wesoła rozwódka (The Gay Divorcee) jako Ciocia Hortense
- 1935: Poszukiwaczki złota 1935 (Gold Diggers of 1935) jako Pani Prentiss
- 1935: Let 'em Have It jako Ciocia Ethel
- 1935: Lady Tubbs jako Henrietta Tubbs
- 1935: Metropolitan jako Ghita Galin
- 1936: The Harvester jako Ciocia Biddle
- 1936: Mój pan mąż (My Man Godfrey) jako Angelica Bullock
- 1936: Na Zachód, młody człowieku (Go West Young Man) jako Pani Struthers
- 1936: Mind Your Own Business jako Melba Shanks
- 1936: Three Smart Girls jako Pani Lyons
- 1937: W starym Chicago (In Old Chicago) jako Molly O'Leary
- 1937: Mama Steps Out jako Ada Cuppy
- 1937: Call It a Day jako Muriel West
- 1937: Mr. Dodd Takes the Air jako Madame Sonia Moro
- 1937: Ich stu i ona jedna (One Hundred Men and a Girl) jako Pani Frost
- 1937: Merry Go Round of 1938 jako Ciocia Hortense
- 1938: Goodbye Broadway jako Molly Malloy
- 1938: Radość życia (Joy of Living) jako Minerva Garret
- 1939: Zenobia jako Pani Emily Carter
- 1939: Młodość Lincolna (Young Mr. Lincoln) jako Abigail Clay

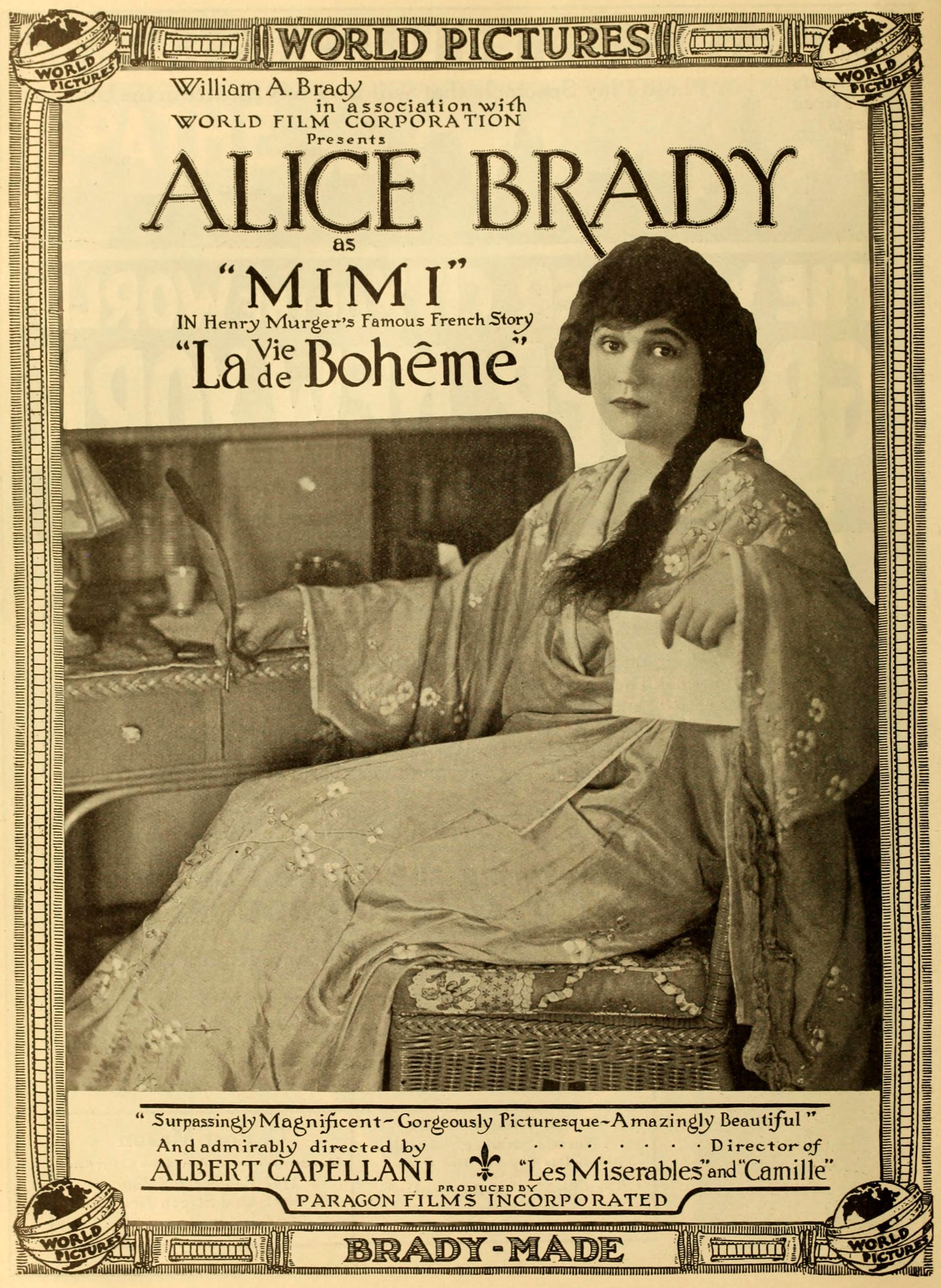
La Vie de Bohême, 1916
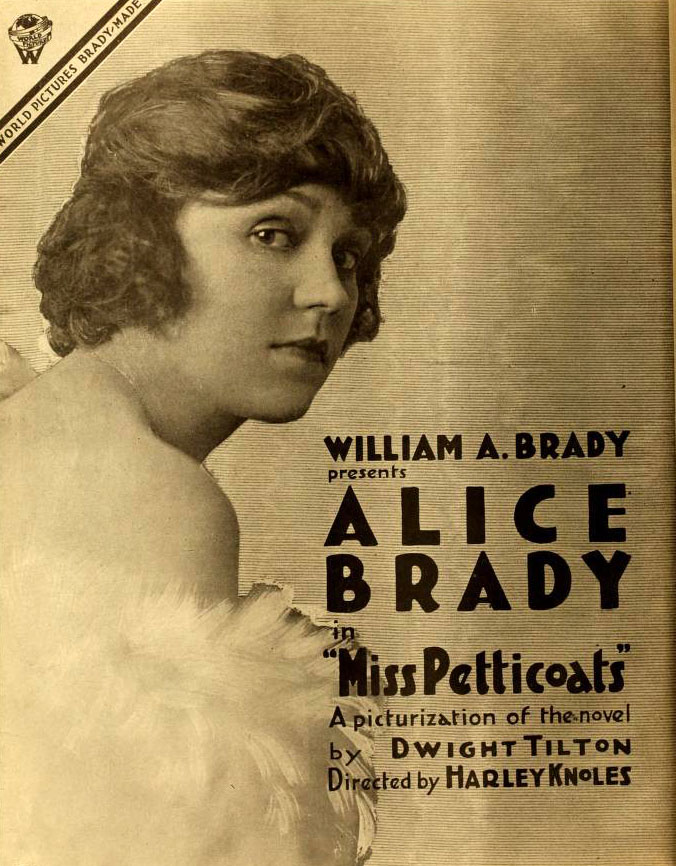
Miss Petticoats, 1916
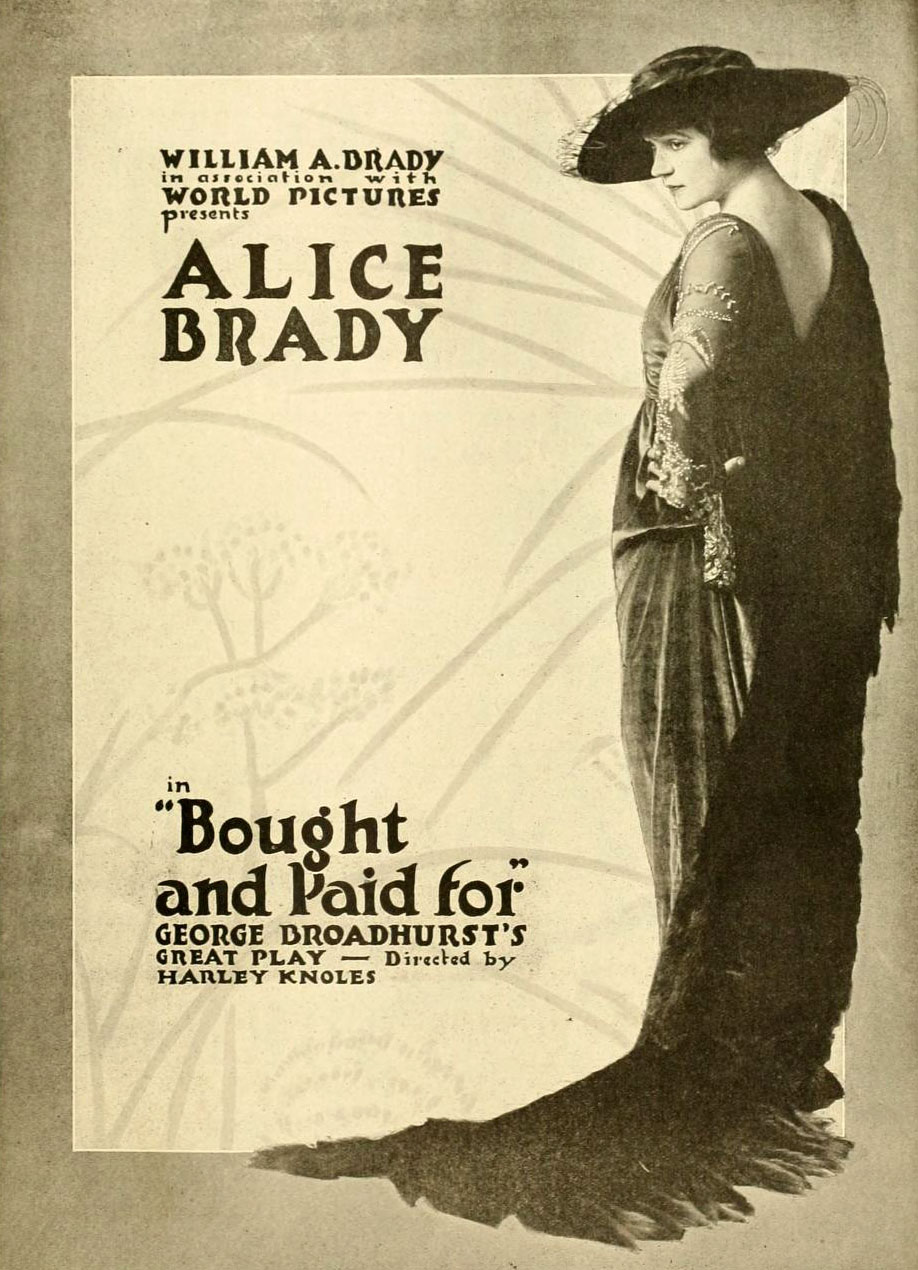
Bought and Paid For, 1916
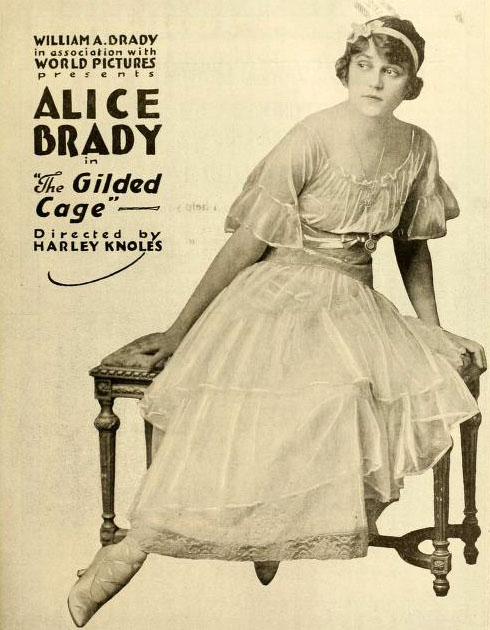
The Gilded Cage, 1916
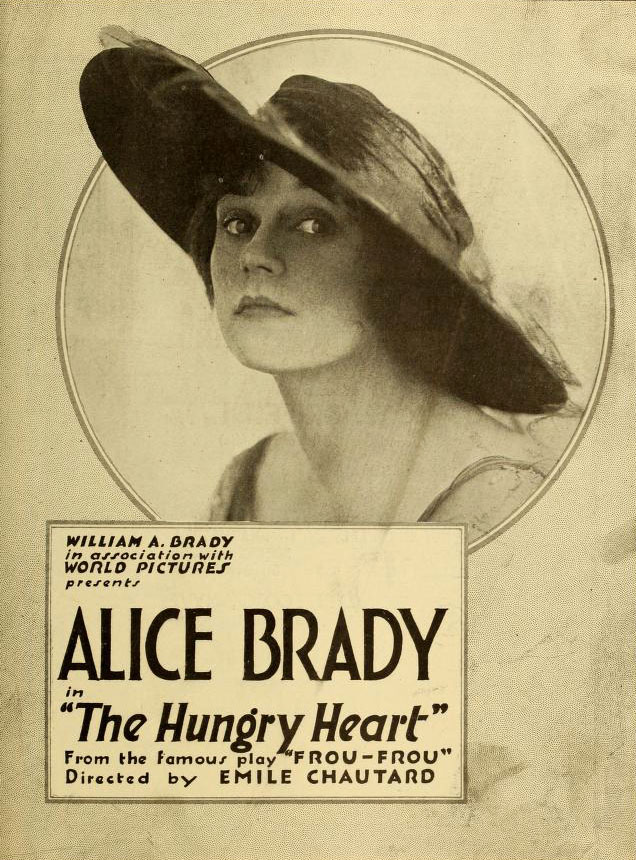
The Hungry Heart, 1917
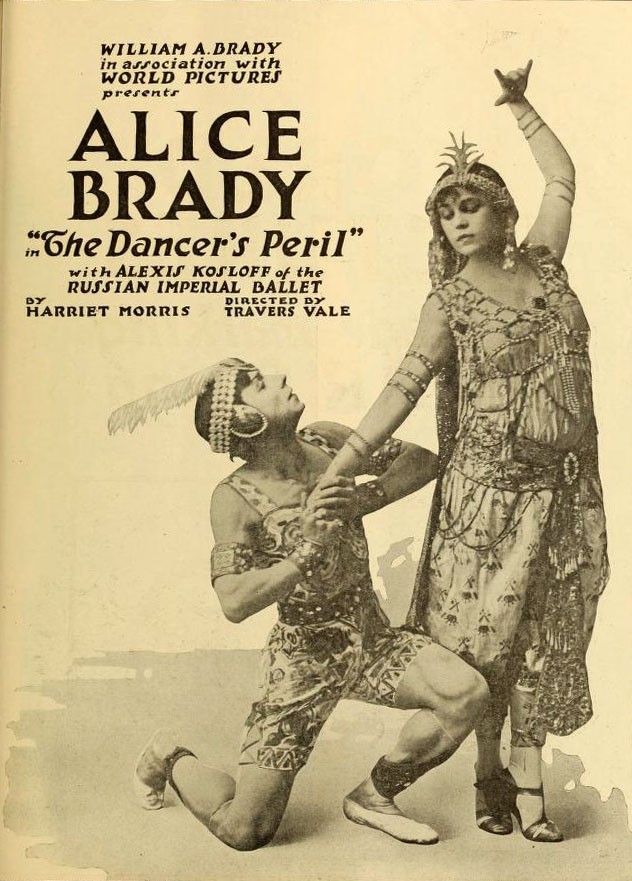
The Dancer's Peril, 1917
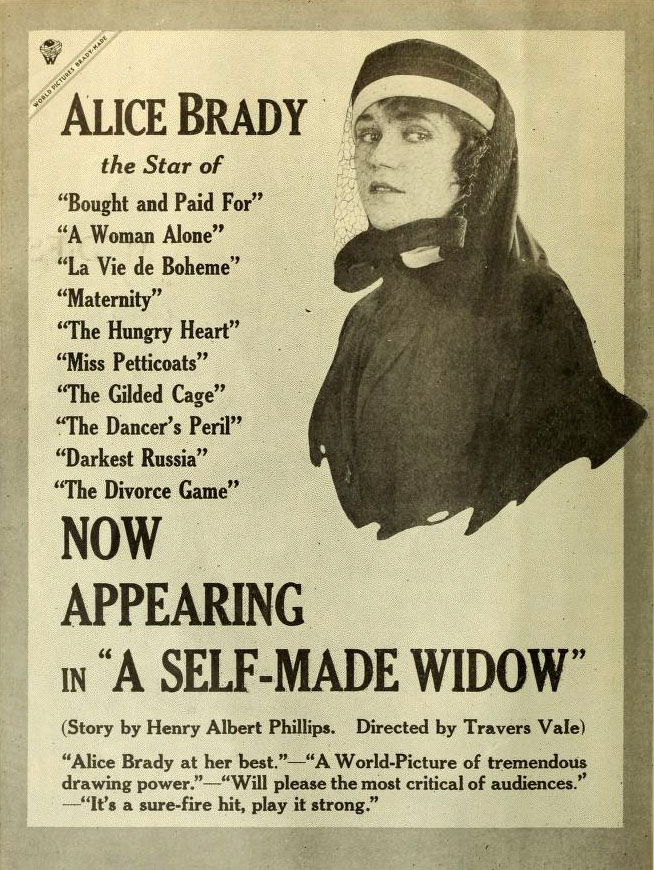
A Self-Made Widow, 1917
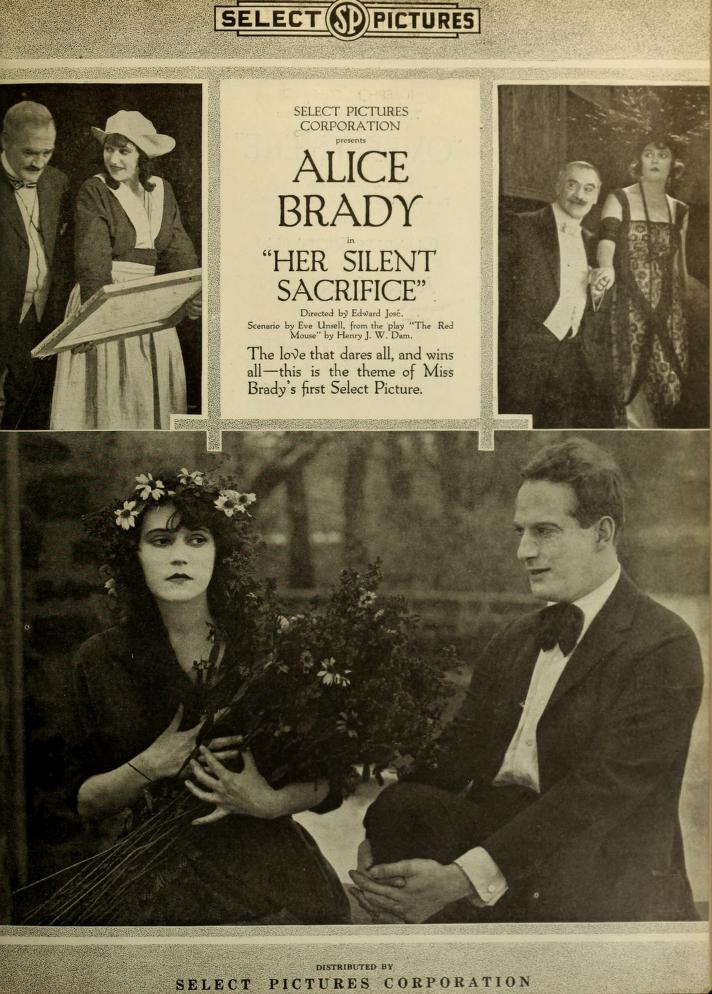
Her Silent Sacrifice, 1917
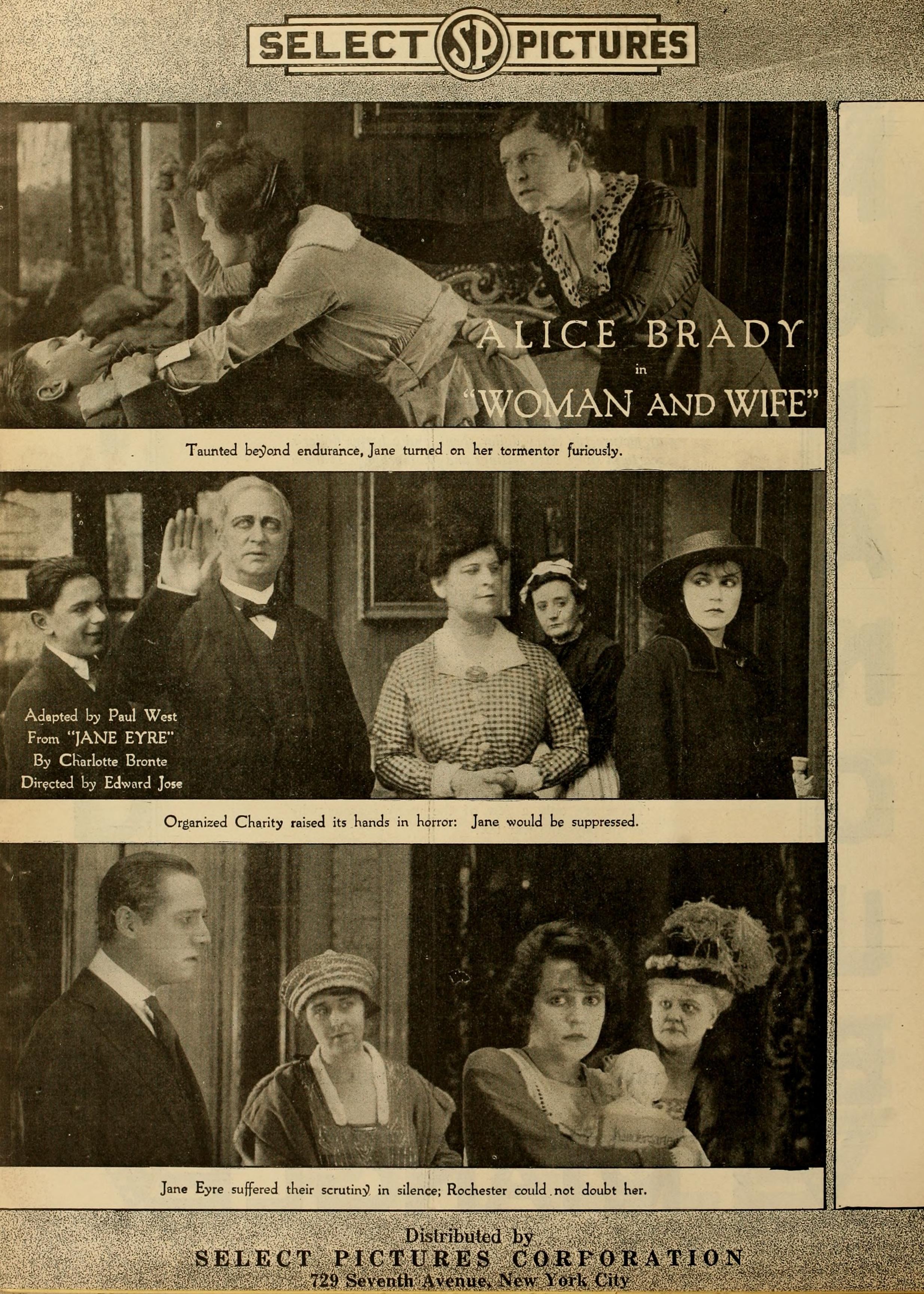
Woman and Wife, 1918
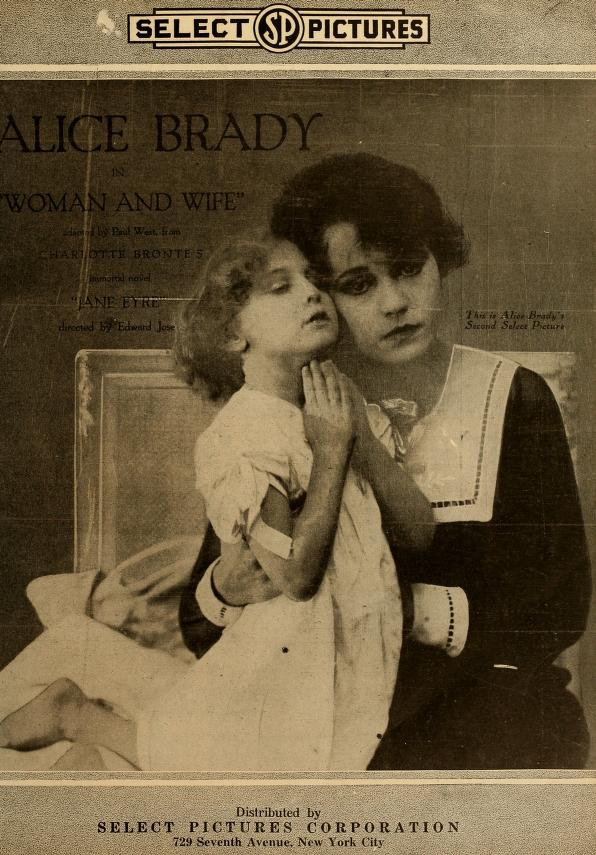
Woman and Wife, 1918
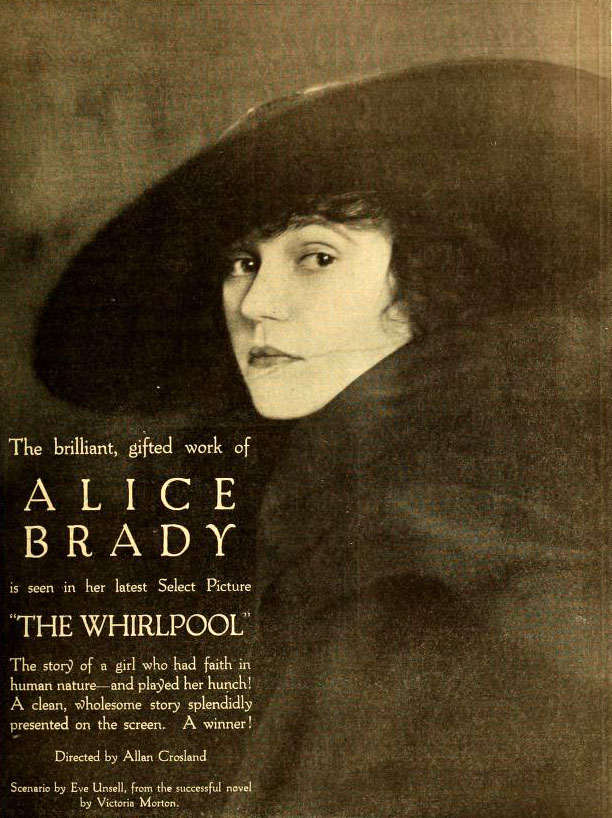
The Whirlpool, 1919
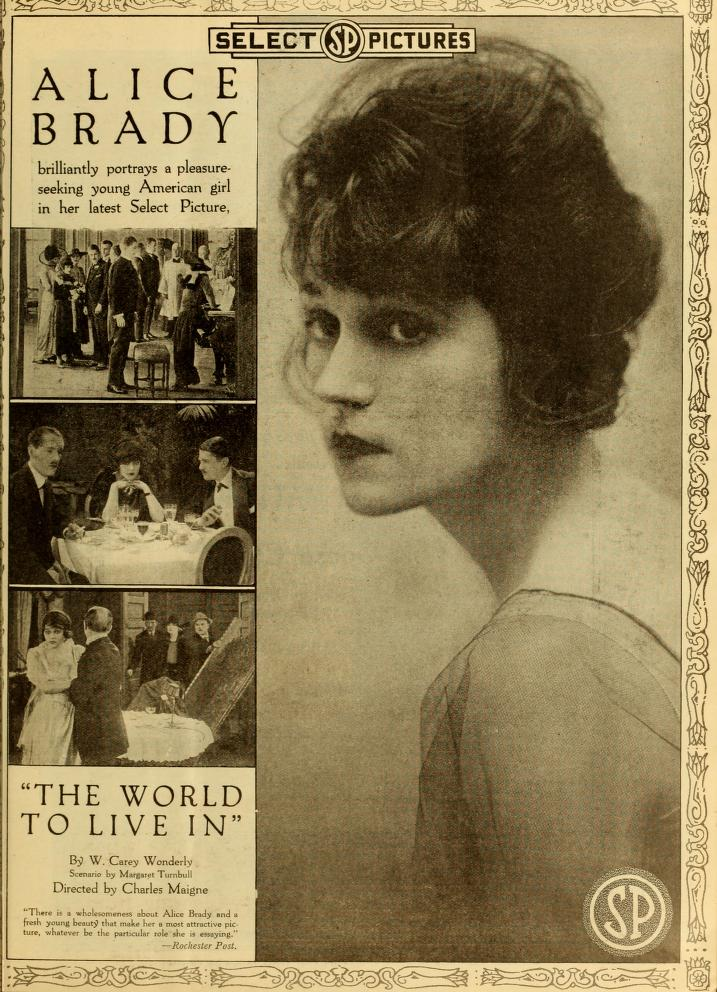
The World To Live In, 1919